# Du bist wunderbar
Du bist wunderbar ist ein deutscher Revuefilm von Paul Martin aus dem Jahr 1959. Caterina Valente und Rudolf Prack sind in den Hauptrollen besetzt, Dietmar Schönherr, Helen Vita, Rudolf Vogel und Silvio Francesco in tragenden Rollen.

## Handlung
Caterina, eine einfache Näherin, lernt in einer französischen Hafenstadt den deutschen Seemann Willi Schultz kennen. Doch der Romanze ist nur eine kurze Zeit beschieden, da der junge Mann wieder in See stechen muss. Allerdings gibt er Caterina das Versprechen, in spätestens drei Monaten zurückzukehren und sie in den Hafen der Ehe zu führen. Caterina sehnt sich nach dem attraktiven jungen Mann. Doch er kommt nicht zurück. Caterina macht sich daraufhin auf den Weg nach Hamburg zu der Adresse, die Willi ihr genannt hat. Dort trifft sie auf den Kapitän Chris Behrens, von dem sie sich Hilfe bei ihrer Suche erhofft. Doch Behrens meint, er sehe keine Möglichkeit, hier helfend einzugreifen.
Um sich über Wasser zu halten, zumal ihr ein Gauner all ihr mitgenommenes Geld entwendet hat, jobbt Caterina als Sängerin einer Band. Von Willi gibt es nach wie vor keine Spur. Als Chris Behrens Caterina bei einem ihrer Auftritte sieht, verliebt er sich in sie und ist nun bereit, gemeinsam mit der jungen Frau die Suche nach Willi Schultz aufzunehmen, allerdings ohne ihn wirklich finden zu wollen. Vielmehr ist das eine gute Gelegenheit für ihn, sich in Caterinas Nähe aufzuhalten.
Als sich herausstellt, dass ein Freund von Behrens sich unter dem Namen Willi Schultz bei Caterina vorgestellt hat, schickt Behrens den gerade von einer Fahrt zurückgekommenen vermeintlichen Nebenbuhler gleich wieder auf große Fahrt. Behrens bisherige Freundin Helen beordert ihn jedoch im Namen des Kapitäns zurück, damit er am großen Seemannsball teilnehmen kann. Als „Willi“ Caterina auf der Bühne singen und tanzen sieht ist er erneut Feuer und Flamme und besorgt umgehend einen großen Strauß roter Rosen. Caterina sitzt inzwischen am Tisch von Behrens, der gerade dabei ist, ihr seine Gefühle zu gestehen. Als ihr ein großer Rosenstrauß überreicht wird, glaubt sie kurz, er sei von Behrens. Da tritt jedoch „Willi“ hinzu und erinnert sie an die gemeinsam verbrachte Zeit und das Versprechen, das sie sich gegeben haben. Caterina bedeutet ihm jedoch, dass sie ihn nicht kenne, und den Mann, nach dem sie gesucht habe, ihren Traummann, inzwischen gefunden habe, wobei ihr Blick Behrens sucht.

## Produktion

### Produktionsnotizen

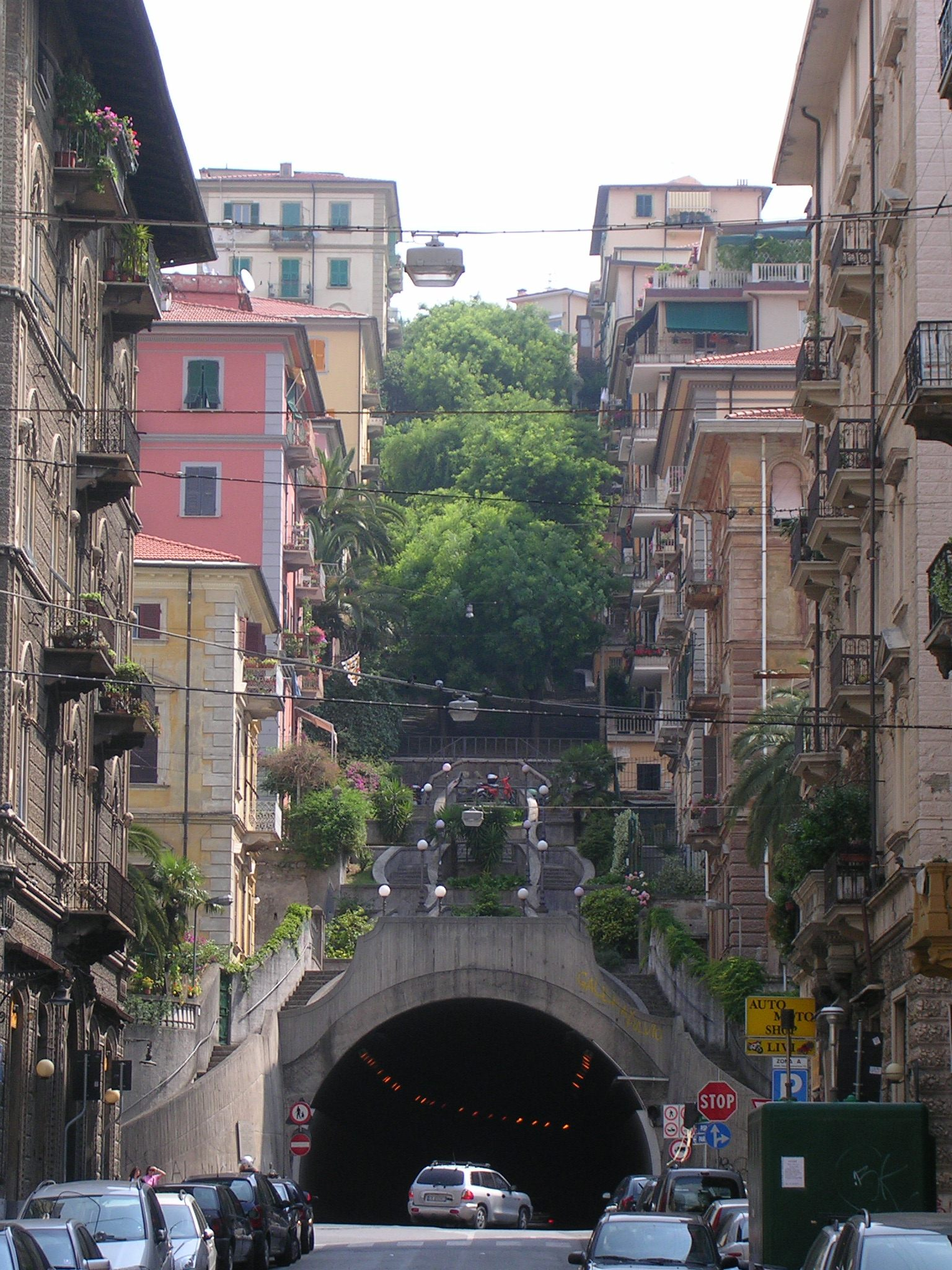
Galleria Spallanzani in La Spezia, einer der Drehorte des Films

Es handelt sich um einen CCC-Farbfilm im Verleih der Gloria, Weltvertrieb Omnia, Produktionsfirma: CCC-Film GmbH (Berlin), Herstellungsleitung Horst Wendlandt. Der Arbeitstitel des Films lautete Kein Kind von Traurigkeit. Helmut Nentwig und Karl Weber waren für die Filmbauten verantwortlich. Die in der norditalienischen Stadt La Spezia und Umgebung sowie den CCC-Studios Berlin-Spandau stattfindenden Dreharbeiten begannen im August und endeten im September 1959.
Es spielt das RIAS Tanzorchester unter der Leitung von Werner Müller. Es tanzen und singen neben Caterina Valente und Silvio Francesco, Hans J. Feindt, André Rascos, Gerard Nel, Jean Thomé, Sylvester Campdell, die Sunnies und das Cornell-Trio. Die Choreographie lag bei Jack Carter.
Im Film erklingen unter anderem die Titel:
- Schau ich zum Himmelszelt, Slow Rock, gesungen von Caterina Valente
- Ich weiß ja alles von dir, Cha-Cha Rock, gesungen von Caterina Valente
- Qui-Qui-Oui-Oui, Bounce (Swing), gesungen von Silvio Francesco
- Geh nicht vorbei, Shuffle, gesungen von Silvio Francesco
- Es war in Portugal im Mai, Jimmy, du, Sweet-Sweetheart, Bongo Cha-Cha-Cha, gesungen von Caterina Valente und ihrem Bruder Silvio Francesco
- auszugsweise Große Parade berühmter
- Mantovani Waltz Evergreens
- Spezial Cocktail aus dem Edmundo-Ros-Club
- Werner Müller spielt Instrumental-Hits

Caterina Valente und Rudolf Prack hatten zuvor schon in den Filmen Ball im Savoy (1955) und Das einfache Mädchen (1957) zusammengearbeitet. 3sat zeigte den Film am Tag der Deutschen Einheit 2012 innerhalb der Reihe „FrauenBilder“, in der der Sender sich 24 Stunden lang mit deutschen Frauenbildern im Film von den 1950er-Jahren bis heute beschäftigte.

### Prüfung, Veröffentlichung
Nachdem der Film am 5. Oktober 1959 unter der Nummer 20732 einer FSK-Prüfung unterzogen und ab sechs Jahren freigegeben worden war, fand die Uraufführung am 16. Oktober 1959 im Ufa-Palast in Essen statt. In Finnland wurde er am 20. Mai 1960 unter dem Titel Sano se sävelin veröffentlicht, in Schweden am 27. Juli 1962 unter dem Titel Du är underbar. Veröffentlicht wurde er zudem in Griechenland unter dem Titel Ena fili, ena tragoudi, enas horos und in Rumänien unter dem Titel Tu esti minunată.
Der Film ist Bestandteil der von Universum Film am 27. März 2006 herausgegebenen DVD-Wirtschaftswunder-Kollektion No. 1 mit drei Filmen mit Caterina Valente. Am 16. Oktober 2006 gab UFA Home Entertainment ihn als Einzelfilm auf DVD heraus. Die Universum Film GmbH veröffentlichte den Film am 6. Oktober 2017 erneut auf DVD zusammen mit zwei weiteren Filmen von Caterina Valente unter dem Motto „Erinnerungen an Caterina Valente“.

## Kritik
Für das Lexikon des internationalen Films präsentierte sich der Film als: „Ein publikumsfreundliches musikalisches Lustspiel.“
Kino.de meinte: „Herzschmerz und Musik, getragen von der lebensfrohen Caterina Valente“ und führte weiter aus: „Wenn der Bauer in die Stadt kommt, fällt er entweder um oder auf… Frei nach dieser durchaus hintersinnigen Binsenweisheit singt und tanzt sich Caterina Valente als junge, naive Französin in die Arme Rudolf Pracks, der sich nach einigen Momenten des Zweifels doch als verlässlichster Mann fürs Leben erweist.“
Auf der Seite der ARD wurde ausgeführt: „In dem musikalischen Revuefilm ‚Du bist wunderbar‘ im Stil der 1950er Jahre zeigen Caterina Valente und ihre prominenten Mitstreiter Gefühl für Rhythmus und komödiantisches Talent.“